# Chiesa di San Ponziano (Lucca)
La chiesa di San Ponziano è una chiesa di Lucca che si trova nella piazza omonima.

## Storia e descrizione
Già esistente nel IX secolo, venne nel 1099 concessa ai Benedettini, cui subentrarono nel XIV secolo gli Olivetani. 
La dedicazione attuale risale al 1474, quando accolse le reliquie del santo (un cristiano ucciso al tempo dell'imperatore Commodo insieme ai santi Pellegrino, Vincenzo ed Eusebio). Nel XVI e XVII secolo fu ristrutturata e perse l'aspetto medievale; nella cappella a destra dell'abside rimane un San Martino ad affresco del XII secolo. L'esterno, con paramento in calcare bianco, pausato da lesene, presenta una facciata a doppio ordine completata ai primi del XVII secolo. 
Nel secondo decennio del Settecento la chiesa venne ornata da grandi tele con Episodi della vita di san Bernardo Tolomei di Giovanni Domenico Lombardi.
Nel 1720 un improvviso crollo portò gli olivetani a intraprendere una revisione globale dell'interno, su disegno del bolognese Francesco Maria Angelini, che assunse struttura a tre navate su pilastri con ricco apparato decorativo, articolato in dipinti, sculture e stucchi e fu consacrato nel 1726. Sulla controfacciata della navata sinistra è possibile ancora visionare un'epigrafe marmorea, realizzata nell'anno 1727, che elenca le reliquie dei santi più importanti in essa possedute; al primo posto sono menzionate le reliquie del corpo di San Cesario diacono e martire, il santo tutelare degli imperatori romani: S. CÆSARII DIACONI ET MART. CORPUS/ SS. HIPPOLYTI ET FAUSTÆ CAPITA/ AC OSSA SS. LAURENTII, CASSIANI, ET ANTHIMI/ ALIORUMQ MARTYRUM EXUVIÆ/ QUI STOLAS DEALBAVERUNT IN SANGUINE AGNI/ HOC IN LOCULO TEMPLI XPTI SANGUINE INSIGNIS/ STOLAM IMMORTALITATIS EXPECTANT/ D. NICOLAUS SESTI ABBAS/  IN SACRAM ÆDEM DENUO ERECTAM/ HÆC TEMPLA SPIRITUS SANCTI INTULIT/ ANNO D. MDCCXXVII.
La ristrutturazione architettonica stimolò anche un aggiornamento degli altari e delle loro decorazioni. Infatti al'inizio degli anni 1720 i monaci commissionarono dipinti a diversi artisti, la maggior parte dei quali non toscani. Il primo dipinto ad essere stato realizzato sarebbe quello di un veneto, Antonio Balestra, il San Benedetto da Norcia con santa Scolastica, san Bernardo Tolomei e monaci olivetani che, stando a quanto riporta lo stesso artista nella sua autobiografia, sarebbe stato eseguito nel 1721. All'inizio degli anni trenta vengono commissionate altre due pale, ancora a pittori non toscani, questa volta bolognesi, entrambe restaurate nel 2017, l'Assunzione della Vergine di Giuseppe Maria Crespi, del 1730-32, e la Santa Francesca Romana presenta al suo confessore il Bambino Gesù di Donato Creti, firmata e datata 1731. Le tre pale sono oggi nella chiesa dei Santi Giovanni e Reparata, mentre una seconda tela eseguita dal Crespi per il primo altare a sinistra della chiesa, l’Estasi del beato Bernardo Tolomei non è stata ancora rintracciata. L'ultima pala, un Martirio di san Bartolomeo, fu infine commissionata ad un pittore lucchese, seppur di caratura ma anche di linguaggio internazionale, Pompeo Batoni, è firmata e datata 1749 ed è conservata nel Museo nazionale di villa Guinigi.
I monaci, in particolare Padre Giustino Conti, al secolo Bartolomeo, abate del monastero, commissionò nel 1735 anche un'ancona marmorea per l'altare del Preziosissimo Sangue con Angeli che sostengono uno sportello ligneo intagliato e dorato, a Giovanni Baratta, che oggi si trova nella cappella Cenami o di San Biagio nella chiesa di San Frediano.
Indemaniata la chiesa nel 1808, i monaci si trasferirono nella chiesa del Crocifisso dei Bianchi, mentre San Ponziano, dopo molti anni d'uso improprio, nel 1964 fu consegnata dalla Prefettura di Lucca all'Autorità Ecclesiastica che la riapre al culto grazie all'officiatura dei Padri Carmelitani Scalzi. L'anno seguente, in data 11 marzo 1964, con Decreto della Curia Arcivescovile di Lucca vi fu trasferita la Congregazione del Terz'Ordine secolare della Beata Vergine del Monte Carmelo e di S. Teresa.
Attualmente è sconsacrata e dal 2006, dopo un accurato restauro, ospita la biblioteca e le postazioni di ricerca per i dottorandi e i professori della scuola di dottorato IMT Alti Studi Lucca. La nuova biblioteca è impostata su una possente struttura centrale in ferro che satura completamente la navata centrale rendendo ormai impossibile godere dell'originaria prospettiva dell'interno.